# Kostadin Kostadinov
Kostadin Kostadinov (Plovdiv, 25 de junho de 1959) é um ex-futebolista búlgaro que atuava como atacante.

## Carreira
Kostadin Kostadinov fez parte do elenco da Seleção Búlgara de Futebol da Copa do Mundo de 1986 